# Shingū, Fukuoka
Shingū (japanska: 新宮町?, Shingū-machi) är en landskommun (köping) i Fukuoka prefektur i Japan. 